# Cylindromyia tricolor
Cylindromyia tricolor là một loài ruồi trong họ Tachinidae.